# Ashton-under-Lyne

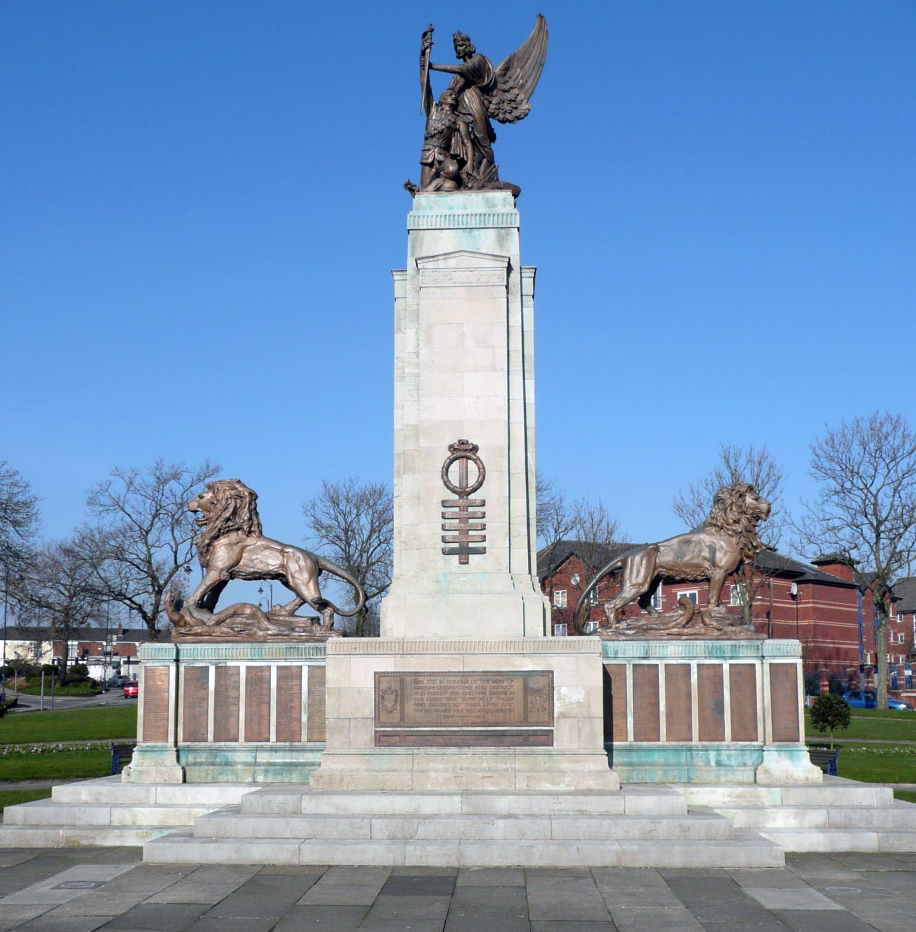
Memoriale di guerra di Ashton-under-Lyne

Ashton-under-Lyne è un centro abitato di 43 236 abitanti della contea della Greater Manchester, in Inghilterra, sede del municipio di Tameside.

## Amministrazione

### Gemellaggi
- Chaumont
- pini

## Curiosità
Vi sono nati i calciatori Geoff Hurst e Simone Perrotta rispettivamente campioni del mondo con la nazionale inglese nel 1966 e con la nazionale italiana nel 2006.